# 1771 en science-fiction
| Années de la science-fiction : 1768 - 1769 - 1770 - 1771 - 1772 - 1773 - 1774    |
| Décennies de la science-fiction : 1740 - 1750 - 1760 - 1770 - 1780 - 1790 - 1800 |

L'année 1771 a connu, en matière de science-fiction, les faits suivants :

## Naissances et décès

### Décès
- Marie-Anne Robert, écrivaine féministe française[1], née en 1705.

## Parutions littéraires
- L'An 2440, rêve s'il en fut jamais par Louis-Sébastien Mercier[2].